# چی یووو
چی یووو (انگلیسی: Qi Yuwu؛ زادهٔ ۲۸ نوامبر ۱۹۷۶) یک هنرپیشه اهل چین است.
از فیلم‌ها یا برنامه‌های تلویزیونی که وی در آن نقش داشته‌است می‌توان به تأسیس یک حزب و ۸۸۱ اشاره کرد.